# Shine (альбом Бони Джеймса)
Shine — девятый студийный альбом американского саксофониста Бони Джеймса, вышедший в свет в 2006 году, это его первый альбом на лейбле Concord, до этого все альбомы Бони Джеймс выпускал на Warner Bros. Песня Антонио Карлоса Жобина «Aquas De Marcho» была использована в качестве первого сингла с альбома, а кавер-версия песни ритм-энд-блюзовой группы The Dramatics «In the Rain» стала вторым.
На Shine Бони Джеймс делает большой акцент на весёлый и импровизационный Urban Jazz, который сочетается с R&B. В записи диска также принимали участие Фэйт Эванс, легенда джаза и easy listenning, Джордж Бенсон. В альбоме также присутствует кавер-версия Чака Мангионе на композицию «Soft».

## Список композиций
| №                   | Название                                     | Автор(ы)                              | Длительность |
| ------------------- | -------------------------------------------- | ------------------------------------- | ------------ |
| 1.                  | «Shine» (при уч. Esthero)                    | Boney James Lauren Evans Lily Mariye  | 4:22         |
| 2.                  | «The Total Experience» (при уч. George Duke) | Boney James Johnny Britt              | 3:59         |
| 3.                  | «Aquas de Março (Waters of March)»           | Antonio Carlos Jobim                  | 4:00         |
| 4.                  | «Let It Go»                                  | Boney James Rex Rideout               | 4:00         |
| 5.                  | «In the Rain» (при уч. Dwele)                | Anthony Hestor                        | 5:00         |
| 6.                  | «Gonna Get It» (при уч. Faith Evans)         | Boney James Rahsaan Patterson         | 3:55         |
| 7.                  | «Breathe»                                    | Boney James Phil Davis                | 3:59         |
| 8.                  | «Love Song» (при уч. Philip Bailey)          | Boney James Eric Daniels Johnny Britt | 4:50         |
| 9.                  | «Hypnotic» (при уч. George Benson)           | Boney James                           | 4:13         |
| 10.                 | «The Way She Walks»                          | Boney James Leon Bisquera             | 4:01         |
| 11.                 | «Dedication»                                 | Boney James Gerald McCauley Joe Wolfe | 4:44         |
| 12.                 | «Soft» (при уч. Ann Nesby)                   | Chuck Mangione                        | 3:36         |
| Общая длительность: | Общая длительность:                          | Общая длительность:                   | 50:39        |

## Альбом в чартах
| Чарт (2006)            | Наивысшая позиция |
| ---------------------- | ----------------- |
| Top R&B/Hip-Hop Albums | 6                 |
| Billboard 200          | 44                |
| Jazz Albums            | 2                 |